# Parisis fruticosa
Parisis fruticosa är en korallart som beskrevs av Addison Emery Verrill 1864. Parisis fruticosa ingår i släktet Parisis och familjen Parisididae. Inga underarter finns listade i Catalogue of Life.